# Hockey World League 2012-13 (mannen), finale
De finale van de Hockey World League 2012-13 (mannen) werd gehouden van 10 tot en met 18 januari 2014. Het was de eerste editie van het toernooi en had plaats in het Indiase New Delhi. Nederland won het toernooi.

## Kwalificatie
Gastland India was direct gekwalificeerd. De overige zeven landen plaatsten zich via de halve finale.
| Data                  | Evenement                         | Locatie              | Quota    | Gekwalificeerd                           |
| --------------------- | --------------------------------- | -------------------- | -------- | ---------------------------------------- |
|                       | Gastland                          | Gastland             | 1        | India                                    |
| 13–23 juni 2013       | Hockey World League, halve finale | Nederland Rotterdam  | 3 of 4 1 | België Australië Nederland Nieuw-Zeeland |
| 29 juni – 7 juli 2013 | Hockey World League, halve finale | Maleisië Johor Bahru | 3 of 4 1 | Duitsland Argentinië Engeland            |
| Total                 | Total                             | Total                | 8        |                                          |

1 Omdat India niet bij de eerste vier eindigde, werd gekeken welk als vierde geëindigde land het hoogst stond op de wereldranglijst die werd opgemaakt direct na afloop van de halve finales. Dit bleek Nieuw-Zeeland te zijn ten koste van Zuid-Korea (zesde versus achtste)

## Uitslagen
Alle tijden zijn in lokale tijd (UTC+5:30)

### Eerste ronde

#### Groep A
| Team          | GS | W | G | V | DV | DT | DS | Ptn |
| ------------- | -- | - | - | - | -- | -- | -- | --- |
| Engeland      | 3  | 3 | 0 | 0 | 9  | 2  | +7 | 9   |
| Duitsland     | 3  | 1 | 1 | 1 | 10 | 6  | +4 | 4   |
| Nieuw-Zeeland | 3  | 1 | 0 | 2 | 5  | 12 | −7 | 3   |
| India         | 3  | 0 | 1 | 2 | 4  | 8  | −4 | 1   |

| 10 januari 2014 18:00 |         |               |                                                          |
| Duitsland             | 6 – 1   | Nieuw-Zeeland | Scheidsrechters: Murray Grime (AUS) Marcin Grochal (POL) |
|                       | verslag |               | Scheidsrechters: Murray Grime (AUS) Marcin Grochal (POL) |

| 10 januari 2014 20:00 |         |       |                                                                 |
| Engeland              | 2 – 0   | India | Scheidsrechters: Gary Simmonds (RSA) German Montes de Oca (ARG) |
|                       | verslag |       | Scheidsrechters: Gary Simmonds (RSA) German Montes de Oca (ARG) |

| 11 januari 2014 18:00 |         |           |                                                         |
| Engeland              | 2 – 1   | Duitsland | Scheidsrechters: Kim Hong-Lae (KOR) Roel van Eert (NED) |
|                       | verslag |           | Scheidsrechters: Kim Hong-Lae (KOR) Roel van Eert (NED) |

| 11 januari 2014 20:00 |         |       |                                                           |
| Nieuw-Zeeland         | 3 – 1   | India | Scheidsrechters: Satoshi Kondo (JPN) Andrew Kennedy (ENG) |
|                       | verslag |       | Scheidsrechters: Satoshi Kondo (JPN) Andrew Kennedy (ENG) |

| 13 januari 2014 14:00 |         |          |                                                         |
| Nieuw-Zeeland         | 1 – 5   | Engeland | Scheidsrechters: Gary Simminds (RSA) Raghu Prasad (IND) |
|                       | verslag |          | Scheidsrechters: Gary Simminds (RSA) Raghu Prasad (IND) |

| 13 januari 2014 20:00 |         |       |                                                           |
| Duitsland             | 3 – 3   | India | Scheidsrechters: Marcin Grochal (POL) Satoshi Kondo (JPN) |
|                       | verslag |       | Scheidsrechters: Marcin Grochal (POL) Satoshi Kondo (JPN) |

#### Groep B
| Team       | GS | W | G | V | DV | DT | DS | Ptn |
| ---------- | -- | - | - | - | -- | -- | -- | --- |
| Australië  | 3  | 2 | 0 | 1 | 9  | 4  | +5 | 6   |
| Argentinië | 3  | 2 | 0 | 1 | 9  | 10 | −1 | 6   |
| Nederland  | 3  | 1 | 1 | 1 | 5  | 7  | −2 | 4   |
| België     | 3  | 0 | 1 | 2 | 6  | 8  | −2 | 1   |

| 10 januari 2014 14:00 |         |        |                                                         |
| Australië             | 3 – 2   | België | Scheidsrechters: Roel van Eert (NED) Kim Hong-Lae (KOR) |
|                       | verslag |        | Scheidsrechters: Roel van Eert (NED) Kim Hong-Lae (KOR) |

| 10 januari 2014 16:00 |         |            |                                                                |
| Nederland             | 2 – 5   | Argentinië | Scheidsrechters: Andrew Kennedy (ENG) Gregory Uyttenhove (BEL) |
|                       | verslag |            | Scheidsrechters: Andrew Kennedy (ENG) Gregory Uyttenhove (BEL) |

| 11 januari 2014 14:00 |         |            |                                                         |
| België                | 2 – 3   | Argentinië | Scheidsrechters: Murray Grime (AUS) Gary Simmonds (RSA) |
|                       | verslag |            | Scheidsrechters: Murray Grime (AUS) Gary Simmonds (RSA) |

| 11 januari 2014 16:00 |         |           |                                                                  |
| Nederland             | 1 – 0   | Australië | Scheidsrechters: Marcin Grochal (POL) German Montes de Oca (ARG) |
|                       | verslag |           | Scheidsrechters: Marcin Grochal (POL) German Montes de Oca (ARG) |

| 13 januari 2014 16:00 |         |            |                                                               |
| Australië             | 6 – 1   | Argentinië | Scheidsrechters: Roel van Eert (NED) Gregory Uyttenhove (BEL) |
|                       | verslag |            | Scheidsrechters: Roel van Eert (NED) Gregory Uyttenhove (BEL) |

| 13 januari 2014 18:00 |         |        |                                                                  |
| Nederland             | 2 – 2   | België | Scheidsrechters: German Montes de Oca (ARG) Andrew Kennedy (ENG) |
|                       | verslag |        | Scheidsrechters: German Montes de Oca (ARG) Andrew Kennedy (ENG) |

### Tweede ronde

#### Kwartfinale
| 15 januari 2014 13:15 |         |        |                                                                 |
| Engeland              | 1 – 0   | België | Scheidsrechters: Roel van Eert (NED) German Montes de Oca (ARG) |
|                       | verslag |        | Scheidsrechters: Roel van Eert (NED) German Montes de Oca (ARG) |

| 15 januari 2014 15:30 |         |           |                                                        |
| Duitsland             | 1 – 2   | Nederland | Scheidsrechters: Murray Grime (AUS) Kim Hong-Lae (KOR) |
|                       | verslag |           | Scheidsrechters: Murray Grime (AUS) Kim Hong-Lae (KOR) |

| 15 januari 2014 17:45 |         |               |                                                           |
| Argentinië            | 1 – 1   | Nieuw-Zeeland | Scheidsrechters: Gary Simmonds (RSA) Marcin Grochal (POL) |
|                       | verslag |               | Scheidsrechters: Gary Simmonds (RSA) Marcin Grochal (POL) |

| 15 januari 2014 20:00 |         |       |                                                                |
| Australië             | 7 – 2   | India | Scheidsrechters: Andrew Kennedy (ENG) Gregory Uyttenhove (BEL) |
|                       | verslag |       | Scheidsrechters: Andrew Kennedy (ENG) Gregory Uyttenhove (BEL) |

#### Kruisingswedstrijden
Om plaatsen 5-8
| 17 januari 2014 13:15 |         |            |                                                          |
| België                | 1 – 1   | Argentinië | Scheidsrechters: Andrew Kennedy (ENG) Raghu Prasad (IND) |
|                       | verslag |            | Scheidsrechters: Andrew Kennedy (ENG) Raghu Prasad (IND) |
| Shoot-out             |         |            | Scheidsrechters: Andrew Kennedy (ENG) Raghu Prasad (IND) |
|                       | 3 – 1   |            | Scheidsrechters: Andrew Kennedy (ENG) Raghu Prasad (IND) |

| 17 januari 2014 15:30 |         |       |                                                               |
| Duitsland             | 4 – 5   | India | Scheidsrechters: Gregory Uyttenhove (BEL) Satoshi Kondo (JPN) |
|                       | verslag |       | Scheidsrechters: Gregory Uyttenhove (BEL) Satoshi Kondo (JPN) |

Halve finale
| 17 januari 2014 17:45 |         |               |                                                                |
| Engeland              | 3 – 3   | Nieuw-Zeeland | Scheidsrechters: Murray Grime (AUS) German Montes de Oca (ARG) |
|                       | verslag |               | Scheidsrechters: Murray Grime (AUS) German Montes de Oca (ARG) |
| Shoot-out             |         |               | Scheidsrechters: Murray Grime (AUS) German Montes de Oca (ARG) |
|                       | 6 – 7   |               | Scheidsrechters: Murray Grime (AUS) German Montes de Oca (ARG) |

| 17 januari 2014 20:00 |         |           |                                                          |
| Nederland             | 4 – 3   | Australië | Scheidsrechters: Marcin Grochal (POL) Kim Hong-Lae (KOR) |
|                       | verslag |           | Scheidsrechters: Marcin Grochal (POL) Kim Hong-Lae (KOR) |

#### Plaatsingswedstrijden
Om de 7e/8e plaats
| 18 januari 2014 13:15 |         |           |                                                              |
| Argentinië            | 1 – 2   | Duitsland | Scheidsrechters: Gregory Uyttenhove (BEL) Raghu Prasad (IND) |
|                       | verslag |           | Scheidsrechters: Gregory Uyttenhove (BEL) Raghu Prasad (IND) |

Om de 5e/6e plaats
| 18 januari 2014 15:30 |         |       |                                                         |
| België                | 2 – 1   | India | Scheidsrechters: Satoshi Kondo (JPN) Murray Grime (AUS) |
|                       | verslag |       | Scheidsrechters: Satoshi Kondo (JPN) Murray Grime (AUS) |

Om de 3e/4e plaats
| 18 januari 2014 17:45 |         |           |                                                         |
| Engeland              | 2 – 1   | Australië | Scheidsrechters: Roel van Eert (NED) Kim Hong-Lae (KOR) |
|                       | verslag |           | Scheidsrechters: Roel van Eert (NED) Kim Hong-Lae (KOR) |

Finale
| 18 januari 2014 20:00 |         |           |                                                                 |
| Nieuw-Zeeland         | 2 – 7   | Nederland | Scheidsrechters: Gary Simmonds (RSA) German Montes de Oca (ARG) |
|                       | verslag |           | Scheidsrechters: Gary Simmonds (RSA) German Montes de Oca (ARG) |

## Eindstand
1. Nederland
2. Nieuw-Zeeland
3. Engeland
4. Australië
5. België
6. India
7. Duitsland
8. Argentinië